# Гелен Фейрчайлд Сміт
Ге́лен Фейрча́йлд Смі́т (англ. Helen Fairchild Smith, нар. 1837 — пом. 1926) — американська науковиця, очільниця Веллського жіночого коледжу (1876—1894).

## Життєпис
Народилася в родині американського науковця Аугустуса Вільяма Сміта. 1876 року прийшла до Веллського жіночого коледжу як директорка та професорка англійської літератури. З 1894 по 1905 рік була деканом коледжу. З 1887 року і аж до своєї смерті 1926 року працювала в Раді опікунів навчального закладу.
Була другом і наставником першої леді Френсіс Фолсом Клівленд (випуск 1885 року), відвідувала її в Білому домі.